# Villa Regina

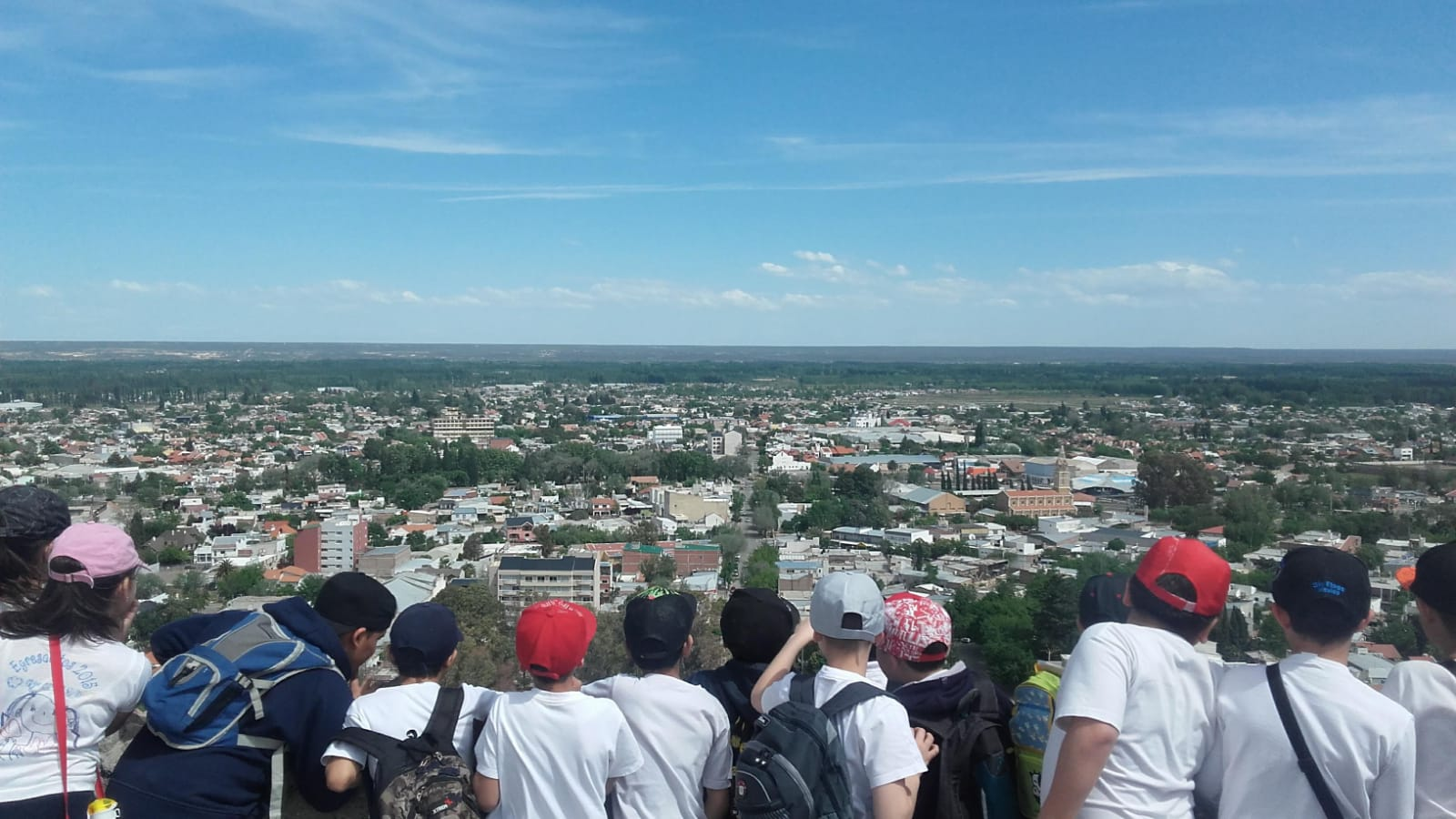
Villa Regina, Río Negro

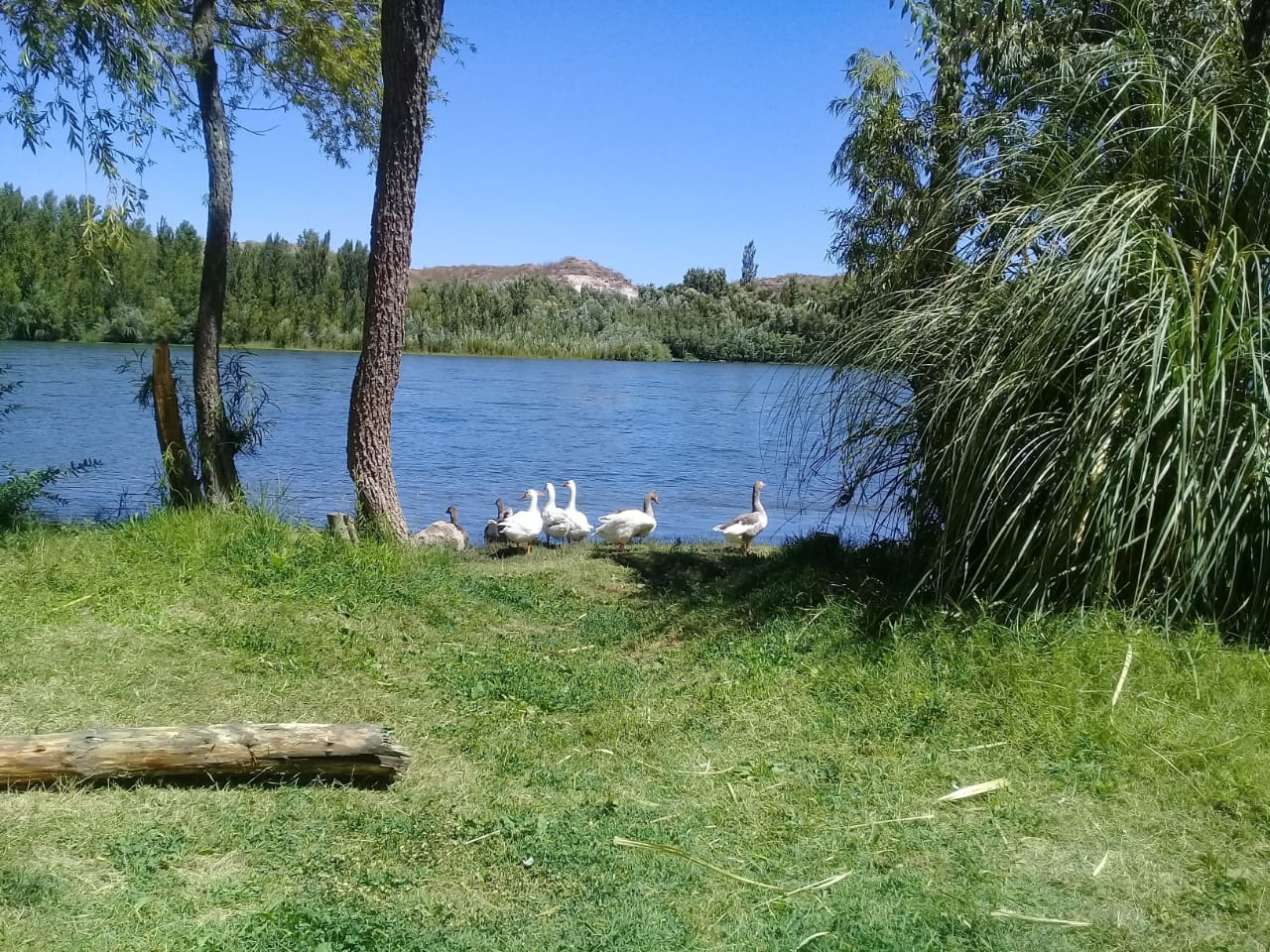
En la isla 58 en los márgenes del río Negro puede observarse la presencia de aves que dan alegría a este paisaje.

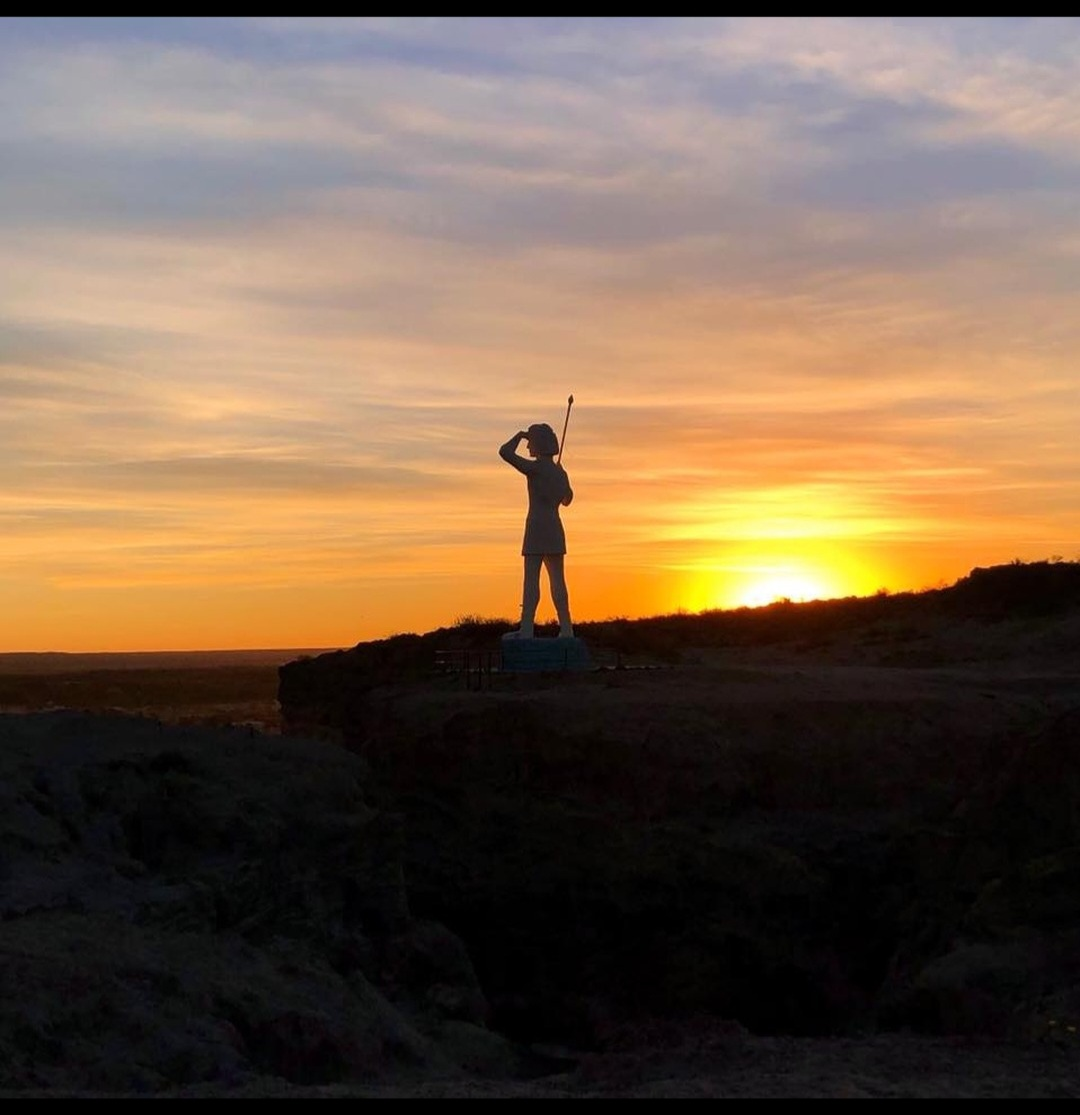
Atardecer en Villa Regina

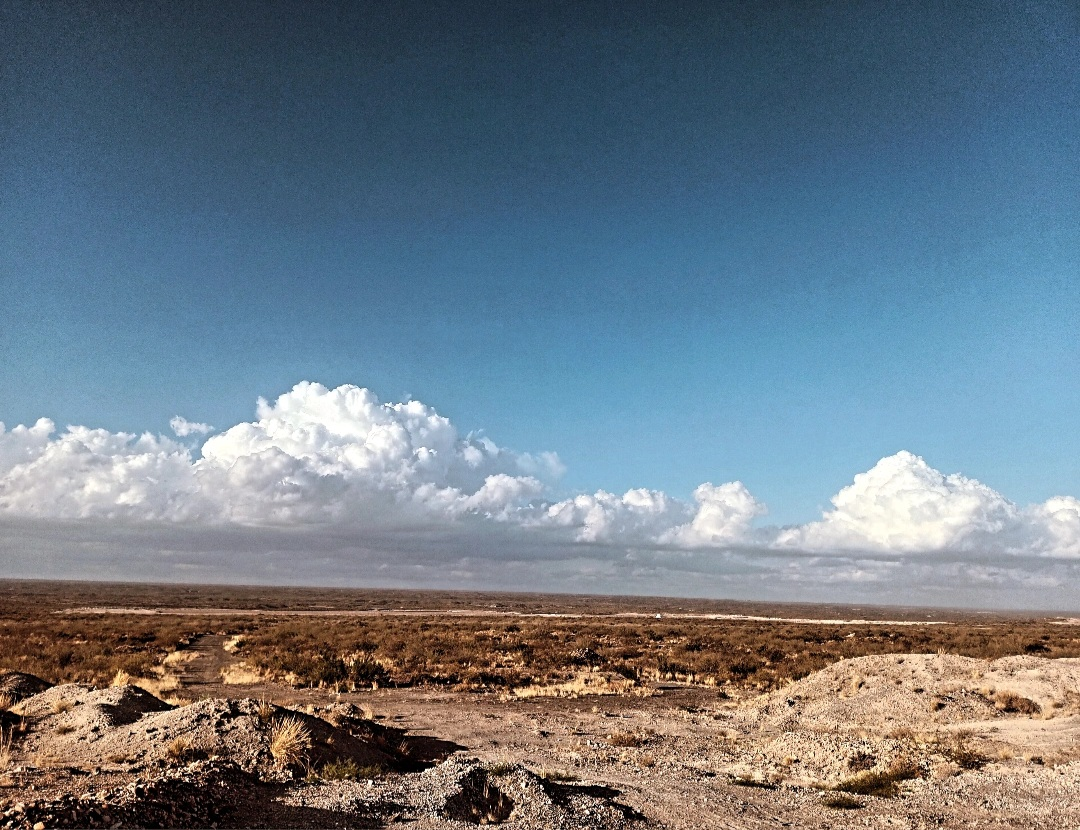
Vista de las bardas en Villa Regina

Villa Regina es una ciudad del departamento General Roca, provincia de Río Negro, en la Patagonia Argentina.

## Toponimia
El nombre le fue dado homenajeando a quien fuera esposa del presidente argentino Marcelo Torcuato de Alvear: Regina Pacini (célebre cantante lírica de la Belle Époque). También se la conoce como La Perla Del Valle.

## Economía
En los alrededores de la localidad se cultivan principalmente peras y manzanas, los cuales constituyen la base de la economía de la región. Es sede de la Fiesta Provincial de la Vendimia. En la Perla del Valle y en su zona de influencia se produce más del 25% de las manzanas y más del 32 % de las peras de la región patagónica. Finalmente Regina ostenta infraestructura consolidada en su parque industrial, el más importante de la provincia en materia de producción agroindustrial.

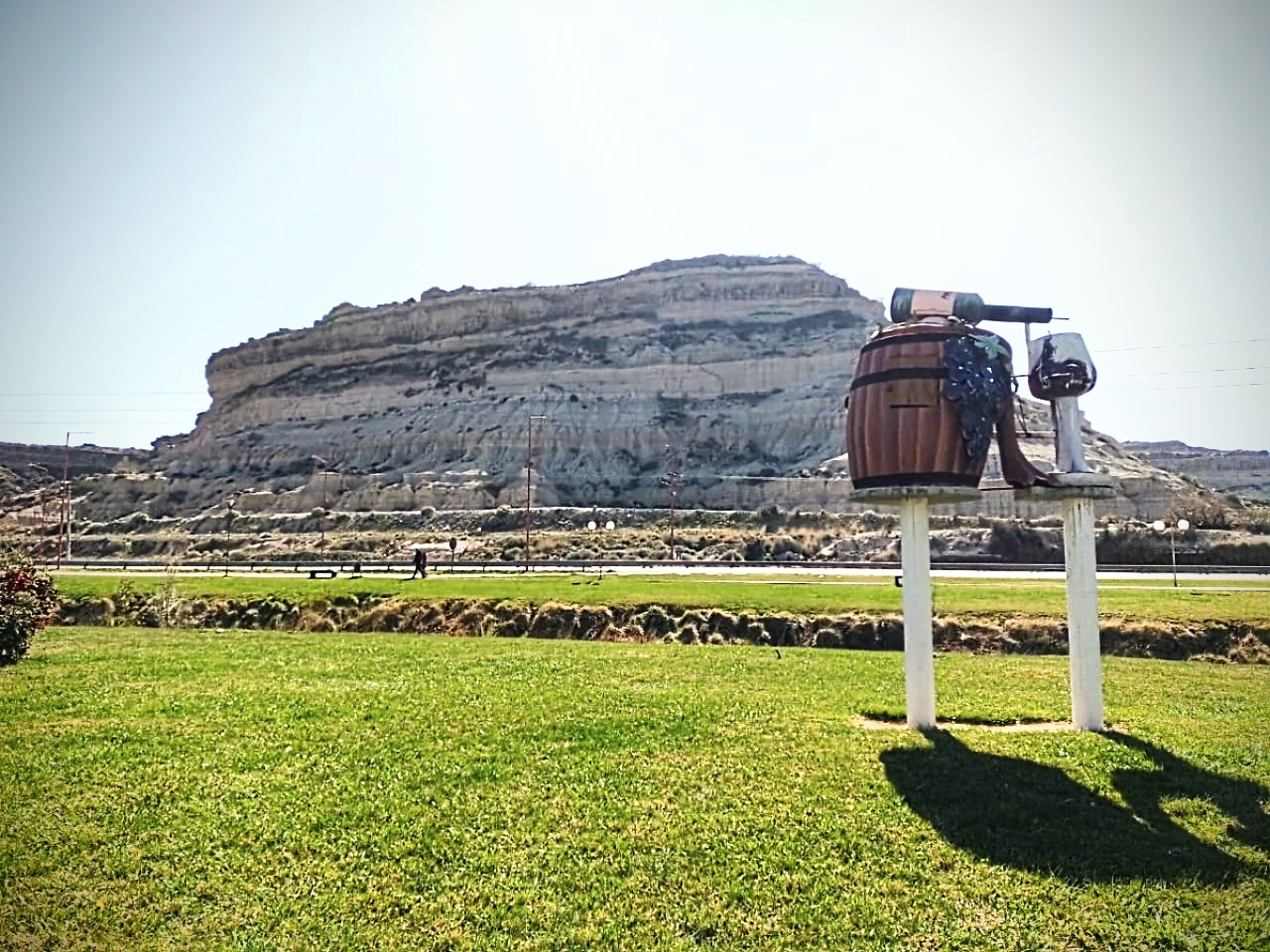
Barril de la Vendimia. Se encuentra ubicado en el Paseo del Arroyo, a 5 metros de la Oficina de Turismo.

### Turismo
Su principal atractivo turístico natural es la Isla 58 en el Río Negro. Allí se pueden realizar caminatas boscosas, canotaje, paseos en bicicleta, y el balneario cuenta con servicio de parrillas. Actualmente es la llegada de una de las etapas más largas de la regata del Río Negro, la competencia de canotaje más larga mundo.
Otro atractivo es la barda norte, a la que se accede desde senderos (a pie o en vehículos) ubicados en el centro de la ciudad, donde se pueden realizar numerosas actividades, como recorridos por los cañadones, trekking, ciclismo, avistaje del cielo nocturno y de aves. 
También se encuentra la Ruta de Peras, Manzanas y Vinos, que es un circuito compuesto por la visita a establecimientos, con la posibilidad de participar de las labores culturales, degustar las frutas frescas o elaboradas en dulces, tartas y vinos, y la visita a los galpones de empaque, fábricas de jugos, sidra y bodegas. Todo ello con el fin de lograr conexión del turista con el proceso industrial que existe alrededor de las peras, manzanas y uvas.

## Geografía

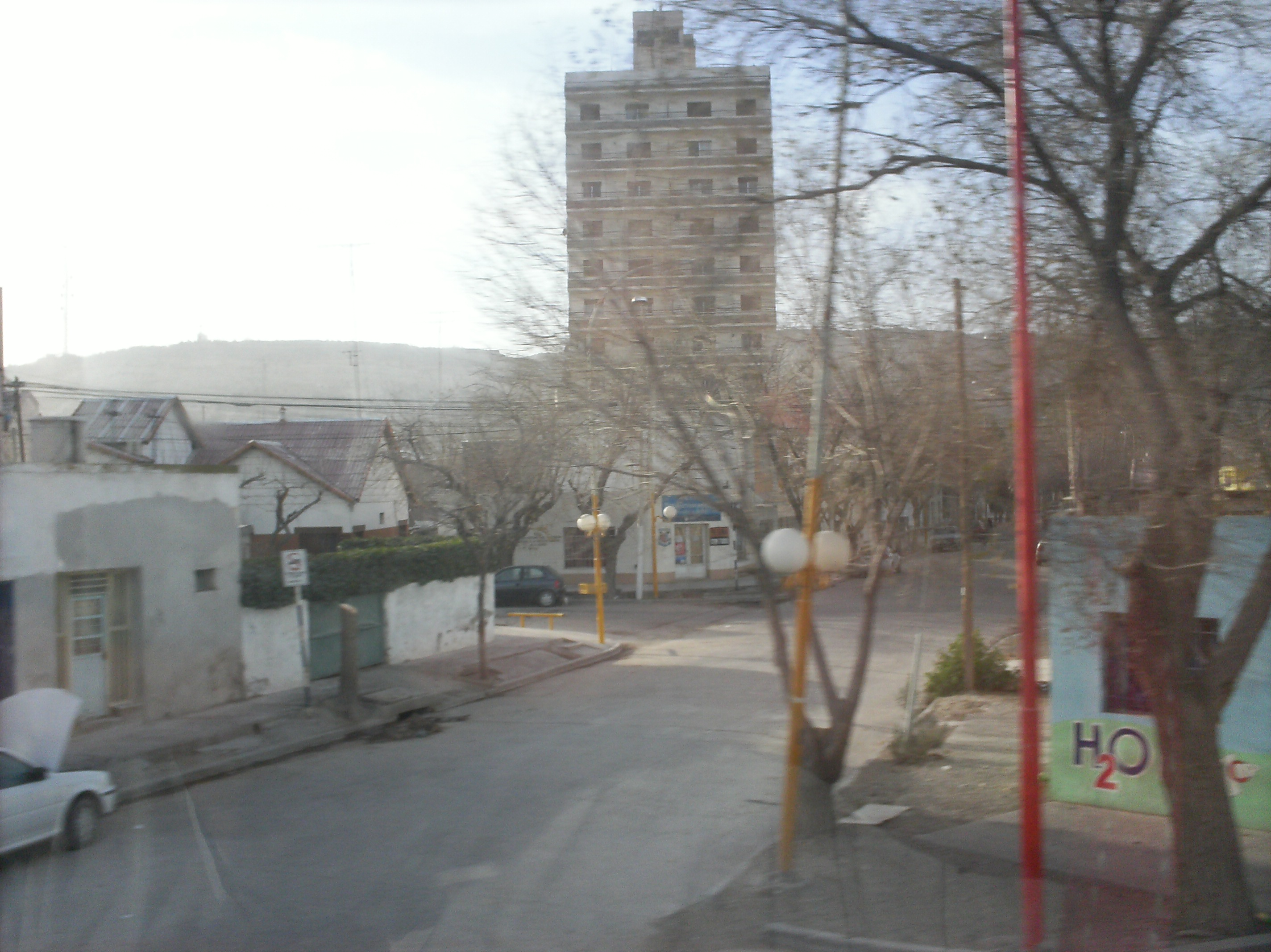
La torre más alta de la ciudad, en la zona céntrica, con 11 pisos.

Está ubicada en el kilómetro 1.100 de la Ruta Nacional 22, en el límite Este de la región Alto Valle, departamento de General Roca, a una altitud de 250 metros sobre el nivel del mar. Circundada en casi su totalidad por la meseta patagónica de una altura aproximada de 100 metros. La ciudad está situada al pie de la meseta norte y, a partir de él, se despliega la zona rural y productiva hasta la vera del Río Negro que corre paralela a la meseta sur.

## Población
Dentro del área del ejido municipal, la población de distribuye en una localidad principal (Villa Regina), varios barrios rurales y población rural dispersa. 
En el censo 2010 el municipio tenía 33.089 habitantes. La tasa de crecimiento demográfico con respecto al censo 2001 fue 0,65%. En dicho censo, la localidad principal contaba con 30.028 habitantes. 

La población del municipio es 33.034 habitantes y 12.949 viviendas según el censo 2022.
| Evolución de la población de la localidad |
|                                           |

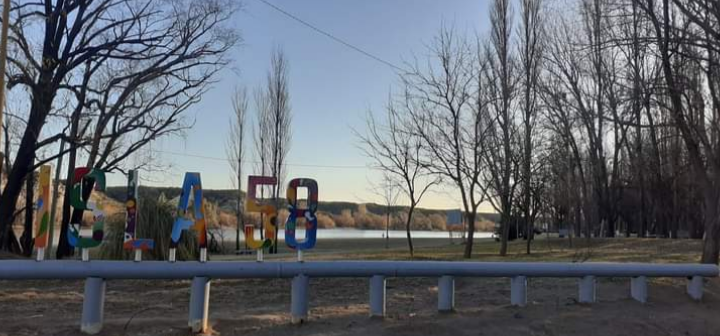
Entrada a la Isla 58 Villa Regina Río Negro

Esta magnitud la sitúa como el tercer aglomerado del Alto Valle (detrás de Neuquén - Plottier - Cipolletti y General Roca) y el 5.º de la provincia. Forma parte de una serie de localidades que se hallan ubicados a partir del km 1065 a lo largo de la Ruta Nacional N.º 22 y a escasa distancia entre ellas. Partiendo desde el Este hacia el Oeste se ubica Chichinales, distante a 13 km de Villa Regina. Esta última se ubica a su vez a 7 km de Gral. E. Godoy, siempre en dirección este-oeste. A unos 7 km al oeste de Gral. E. Godoy, se encuentra Ing. Huergo. Finalmente a 7 km de esta última se sitúa Mainqué.
En total, las localidades nombradas se encuentran distribuidas en un trayecto de 34 km. De las mencionadas, Villa Regina posee la mayor cantidad de población y servicios, convirtiéndose en el centro económico de la microrregión

## Clima

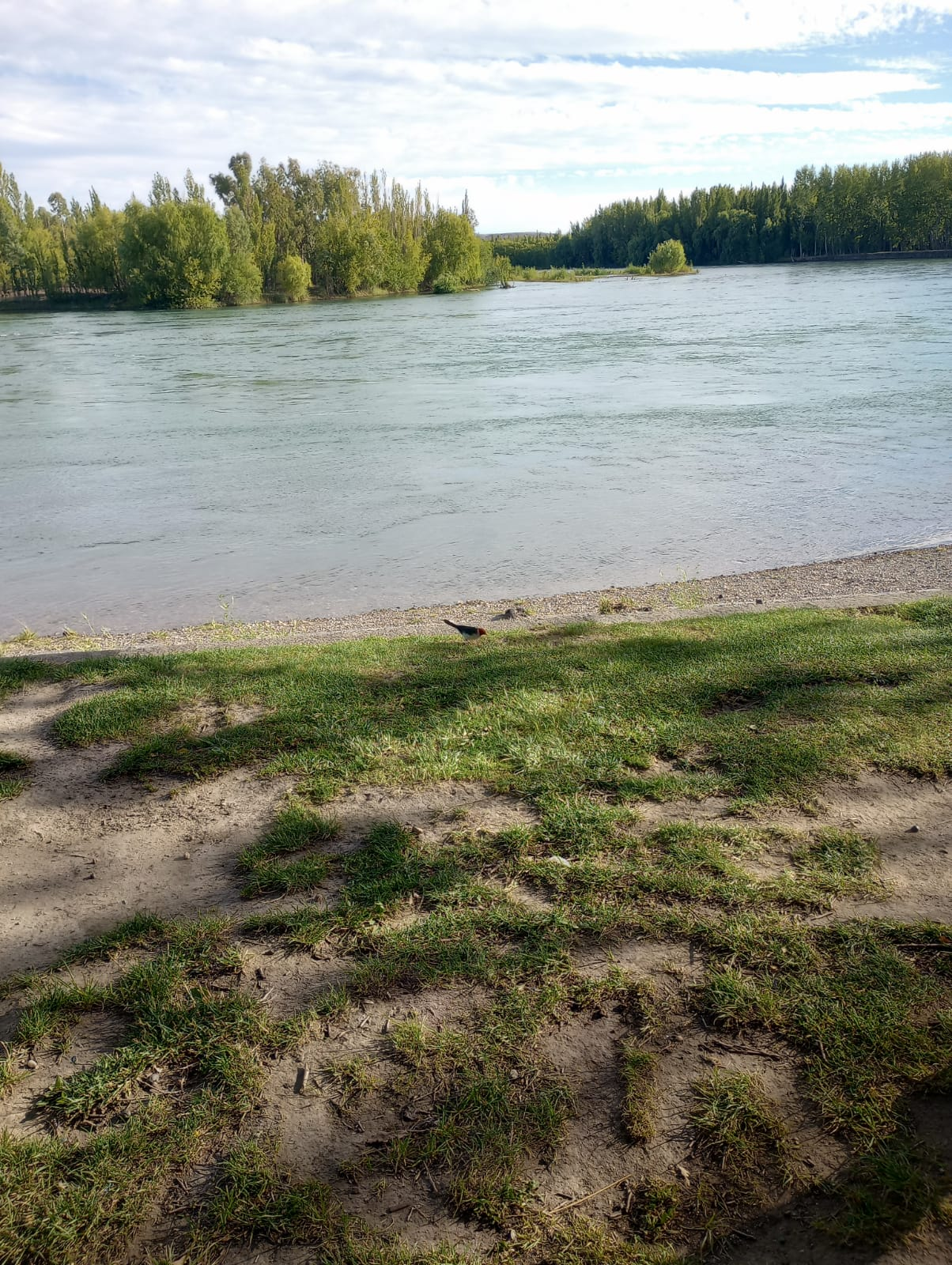

El clima de la ciudad de Villa Regina es templado con cierto rigor del frío en los meses del invierno, con  amplitudes térmicas marcadas. Los veranos son cálidos con una temperatura máxima absoluta de 39,2 °C para el periodo 1961-1970, una máxima media anual de 22,2 °C y una temperatura mínima absoluta de -12,4 °C para el mismo periodo (1961-1970).
| Parámetros climáticos promedio de Villa Regina - Normales : 1961-1970 - Extremos : 1961-1970                                   | Parámetros climáticos promedio de Villa Regina - Normales : 1961-1970 - Extremos : 1961-1970 | Parámetros climáticos promedio de Villa Regina - Normales : 1961-1970 - Extremos : 1961-1970 | Parámetros climáticos promedio de Villa Regina - Normales : 1961-1970 - Extremos : 1961-1970 | Parámetros climáticos promedio de Villa Regina - Normales : 1961-1970 - Extremos : 1961-1970 | Parámetros climáticos promedio de Villa Regina - Normales : 1961-1970 - Extremos : 1961-1970 | Parámetros climáticos promedio de Villa Regina - Normales : 1961-1970 - Extremos : 1961-1970 | Parámetros climáticos promedio de Villa Regina - Normales : 1961-1970 - Extremos : 1961-1970 | Parámetros climáticos promedio de Villa Regina - Normales : 1961-1970 - Extremos : 1961-1970 | Parámetros climáticos promedio de Villa Regina - Normales : 1961-1970 - Extremos : 1961-1970 | Parámetros climáticos promedio de Villa Regina - Normales : 1961-1970 - Extremos : 1961-1970 | Parámetros climáticos promedio de Villa Regina - Normales : 1961-1970 - Extremos : 1961-1970 | Parámetros climáticos promedio de Villa Regina - Normales : 1961-1970 - Extremos : 1961-1970 | Parámetros climáticos promedio de Villa Regina - Normales : 1961-1970 - Extremos : 1961-1970 |
| Mes | Ene.                                                                                         | Feb.                                                                                         | Mar.                                                                                         | Abr.                                                                                         | May.                                                                                         | Jun.                                                                                         | Jul.                                                                                         | Ago.                                                                                         | Sep.                                                                                         | Oct.                                                                                         | Nov.                                                                                         | Dic.                                                                                         | Anual                                                                                        |
| --- | -------------------------------------------------------------------------------------------- | -------------------------------------------------------------------------------------------- | -------------------------------------------------------------------------------------------- | -------------------------------------------------------------------------------------------- | -------------------------------------------------------------------------------------------- | -------------------------------------------------------------------------------------------- | -------------------------------------------------------------------------------------------- | -------------------------------------------------------------------------------------------- | -------------------------------------------------------------------------------------------- | -------------------------------------------------------------------------------------------- | -------------------------------------------------------------------------------------------- | -------------------------------------------------------------------------------------------- | -------------------------------------------------------------------------------------------- |
| Temp. máx. abs. (°C) | 39.2                                                                                         | 36.5                                                                                         | 35.7                                                                                         | 31.2                                                                                         | 27.5                                                                                         | 27.2                                                                                         | 22.9                                                                                         | 28.5                                                                                         | 29.8                                                                                         | 34.3                                                                                         | 34.5                                                                                         | 38.4                                                                                         | 39.2                                                                                         |
| Temp. máx. media (°C) | 30.3                                                                                         | 29.9                                                                                         | 26.5                                                                                         | 21.3                                                                                         | 17.8                                                                                         | 13.5                                                                                         | 13.5                                                                                         | 17.1                                                                                         | 18.9                                                                                         | 22.2                                                                                         | 26.7                                                                                         | 29.2                                                                                         | 22.2                                                                                         |
| Temp. media (°C) | 21.4                                                                                         | 20.6                                                                                         | 17.3                                                                                         | 12.4                                                                                         | 9.7                                                                                          | 6.2                                                                                          | 6.3                                                                                          | 8.7                                                                                          | 11.0                                                                                         | 14.1                                                                                         | 18.3                                                                                         | 20.4                                                                                         | 13.9                                                                                         |
| Temp. mín. media (°C) | 12.5                                                                                         | 11.3                                                                                         | 8.1                                                                                          | 3.6                                                                                          | 1.6                                                                                          | -1.1                                                                                         | -0.8                                                                                         | 0.3                                                                                          | 3.1                                                                                          | 6.0                                                                                          | 9.9                                                                                          | 11.6                                                                                         | 5.5                                                                                          |
| Temp. mín. abs. (°C) | 1.4                                                                                          | -0.3                                                                                         | -5.4                                                                                         | -5.0                                                                                         | -6.8                                                                                         | -12.4                                                                                        | -10.9                                                                                        | -9.3                                                                                         | -5.9                                                                                         | -2.9                                                                                         | 0.3                                                                                          | 3.2                                                                                          | -12.4                                                                                        |
| Fuente: *Secretaría de Minería: Estación Meteorológica del SMN de Villa Regina - Datos Período 1961-1970.</ promedio 1961-1970 |                                                                                              |                                                                                              |                                                                                              |                                                                                              |                                                                                              |                                                                                              |                                                                                              |                                                                                              |                                                                                              |                                                                                              |                                                                                              |                                                                                              |                                                                                              |

Datos en línea de estación meteorológica personal.

## Asentamiento Universitario Villa Regina

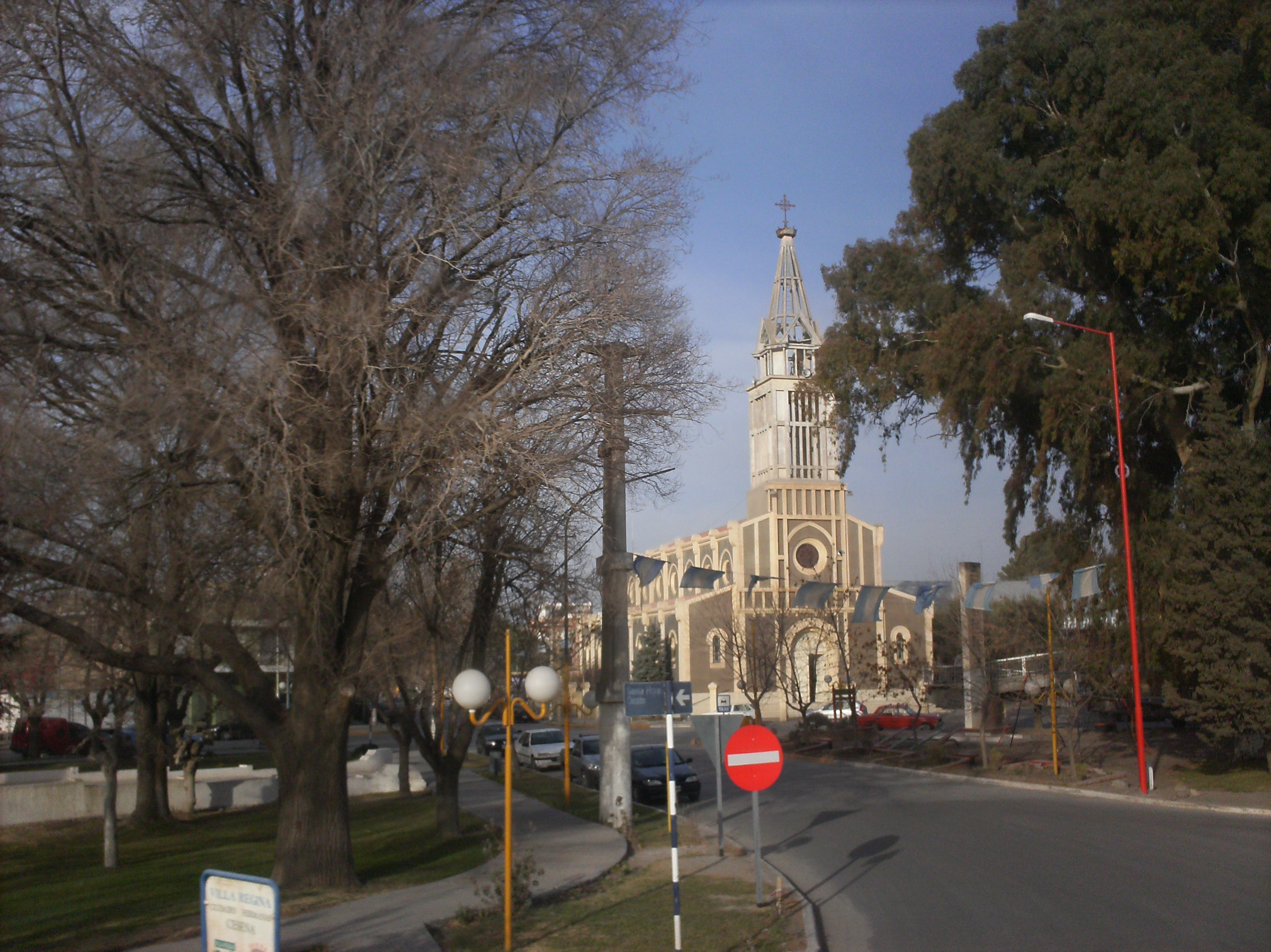
La iglesia católica de la localidad destacada entre muchas edificaciones.

Posee una sede de la Universidad Nacional del Comahue,  por estar Villa Regina dentro de su zona de influencia, mediante “…la creación de una Facultad o Instituto” en esa ciudad rionegrina.
En 2010 también se inauguró una sede de la Universidad Nacional de Río Negro. Además se encuentra la Universidad Empresarial Siglo 21 con sus carreras a distancia.

## Historia
El 7 de noviembre de 1924 es su fecha de fundación, a partir de la gestión realizada por el Ingeniero Felipe Bonoli para adquirir 5.000 hectáreas de tierra en nombre de la Compañía ítalo-argentina de Colonización, que serían destinadas al desarrollo de la ciudad. Un año más tarde, el entonces Presidente de la Nación, Marcelo Torcuato de Alvear firmó el decreto de aprobación de los estatutos de la colonia, avalando y compartiendo este proyecto y, en honor a su esposa, Regina Paccini de Alvear, la colonia pasó a denominarse Villa Regina. Ese mismo año llega la gran primer oleada de inmigrantes de todas las regiones de Italia a causa de la Primera Guerra Mundial. Inmigrantes italianos continuaron emigrando a Villa Regina desde Italia hasta aproximadamente los últimos en los años '60. A su vez existieron en menor cantidad inmigrantes de otras zonas de Europa como España, Yugoslavia, Alemania. Desde un comienzo, los inmigrantes se dedicaron cultivar pasto para animales luego continuaron con la vitifruticultura y fruticultura siendo hoy el principal recurso económico del sector.  
Se puede resumir los principales hechos históricos de esta etapa en los siguientes puntos:

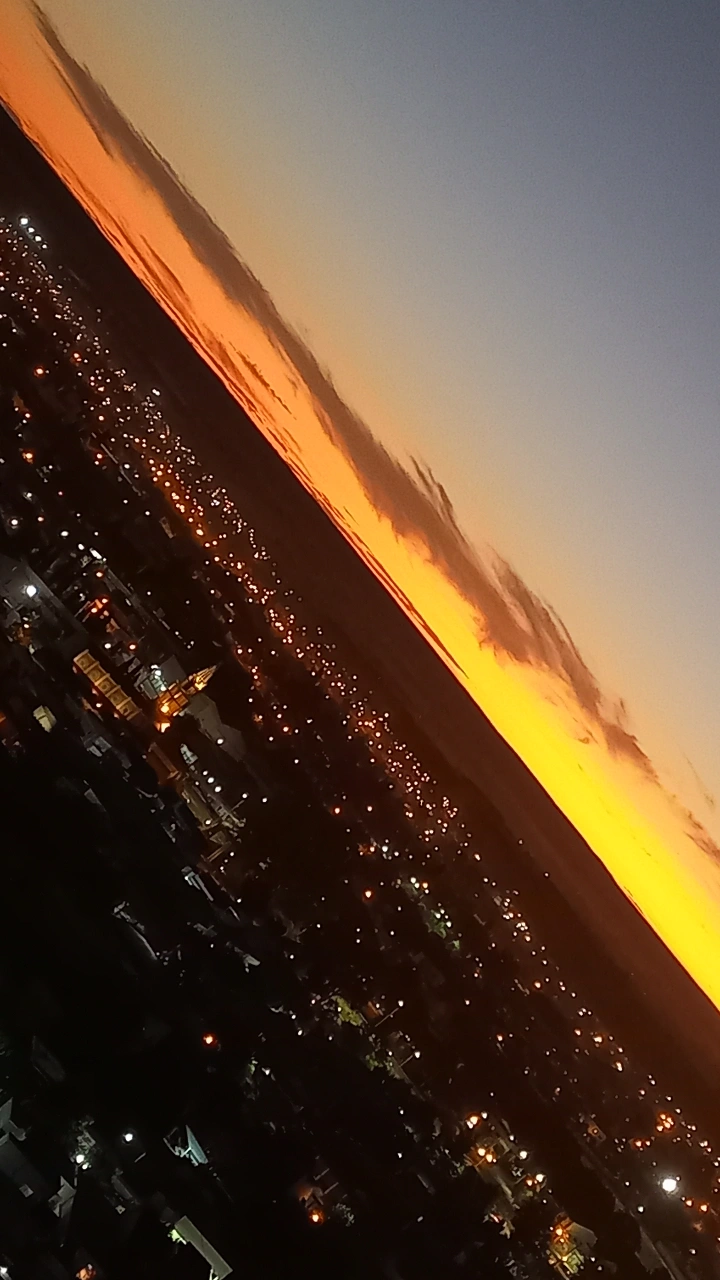
Atardecer

- Atardecer1925, se forma la I Zona, de 1.300 ha, y adjudicada a italianos y a austríacos.
- 1926, se completa la II Zona, de 1.400 ha, con familias de excombatientes italianos.
- 1927, la III Zona, con 1.100 ha
- 1928, la IV Zona, con 1.200 ha (todos los lotes se fraccionaron de 5, 10 y 15 ha, estaban desmontados, arados, con vivienda y pozo artesiano)

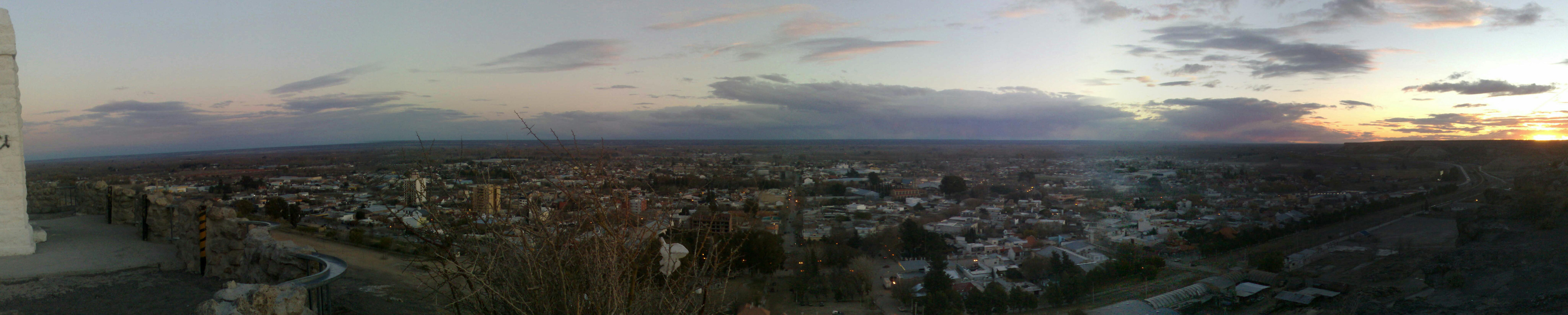
Foto panorámica de la ciudad desde la Barda Norte.

## Canción oficial
La “Zamba para Villa Regina” es canción oficial de la ciudad por Ordenanza 93/2011 una iniciativa de la exconcejal Celia Moschini. Fue compuesta por Remo Sgró Namuncurá en 1960. Su interpretación más conocida es por parte de los "Hermanos Cornejo".

Zamba para Villa Regina
Letra y música:Remo Sgró Namuncurá
(Primera)
Villa Regina, mi pueblo querido
aquí tus hijos te quieren cantar
y que tu sueño de primavera
se haga esperanza en el manzanal.
Bravos pioneros a ti te forjaron
hombres valientes que no volverán
y desde el cielo hoy te contemplan
Ceferino Santo y mi madre también.
(Estribillo)
Fiel recuerdo de juventud
sierra, capilla no te olvidaré
para ti esta zamba, Regina querida
paraíso humilde de la cruz del sur.
(Segunda)
Dulce Regina donde yo nací
mi flor del alba, te quiero besar.
Paloma blanca, Perla del Valle,
vuela mi amor que te seguiré.
Cuando me vaya, tierra querida,
mi alma en polvo me llamará
y junto al río recordaremos
un triste amor que no volverá.
(Estribillo)
Fiel recuerdo de juventud
sierra, capilla no te olvidaré
para ti esta zamba, Regina querida
paraíso humilde de la cruz del sur.

## Culto
Parroquias de la Iglesia Católica 
| Diócesis  | Alto Valle del Río Negro   |
| --------- | -------------------------- |
| Parroquia | Nuestra Señora del Rosario |

Iglesias evangélicas: 
- Iglesia Bautista "Vida en Familia"
- Iglesia Evangélica Asamblea Cristiana Dios es Amor